# Gus Winckel

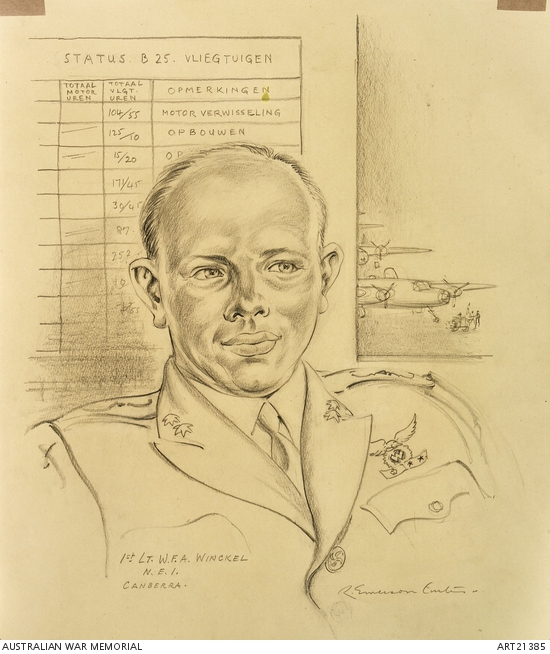
R. Emerson Curtis: Portret van Gus Winckel met twee North American B-25 Mitchell bommenwerpers en hun onderhoudsschema.

Willem Frederik August (Gus) Winckel (Muntok (Banka), 3 november 1912 – Pukekohe (Nieuw-Zeeland), 17 augustus 2013) was tijdens de Tweede Wereldoorlog een tweede luitenant-vlieger bij de Militaire Luchtvaart van het Koninklijk Nederlandsch-Indisch Leger (KNIL, of 'Netherlands East Indies' (NEI) Air Force).
Winckel was een lid van de in het Nederland's Patriciaat opgenomen familie Winckel. Hij was meer in Australië bekend dan in Nederland. Daar werd hij een van de meest gerespecteerde vliegers van de KNIL genoemd. De laatste jaren van zijn leven woonde hij nog steeds in die regio: deels in Australië, deels in Pukekohe, bij Auckland in Nieuw-Zeeland.

## Loopbaan
Als zestienjarige jongen werd hij naar de Zeevaartschool van Delfzijl gestuurd. Toen hij 23 was, vroeg hij te worden opgenomen in de opleiding als kortverbandvlieger bij de KNILM. Daar begon zijn pilotenopleiding. Na Pearl Harbor in 1941 was Winckel als transportvlieger op een Lockheed Lodestar die voedsel, gewonden en materieel vervoerde. Toen Japan Nederlands-Indië binnenviel, raakte Gus Winckel betrokken bij het evacueren van mensen en het vervoeren van materieel naar Australië.

## Aanval op Broome
Nadat hij in drie maanden 600 uren met zijn Lockheed Lodestar gevlogen had, was Gus Winckel in maart 1942 met vluchtelingen onderweg van Bandung naar Perth en landde hij in Broome om te tanken. Hij had ruim zeven uren gevlogen en was toe aan een kleine pauze. Hij was de eerste die negen Japanse vliegtuigen zag aankomen. Dit waren Zero's, afkomstig van Kupang op Timor. Ze vlogen onder het commando van luitenant Zenziro Miyano en waren op weg om een militair doelwit bij Broome te vernietigen. Ze vlogen zo laag dat Winckel met zijn Colt-mitrailleur vanaf de grond de Zero van luitenant Osamu Kudo kon neerschieten, die even verderop in zee neerstortte. De andere Zero's vlogen vervolgens terug naar Timor. Ter herinnering aan dit wapenfeit heeft hij na de oorlog op Moruya (in New South Wales) een standbeeld gekregen.

## Onderscheidingen
Gus Winckel kreeg in 1942 het Bronzen Kruis met Eervolle Vermelding. Ook kreeg hij de Bronzen Leeuw toegekend (KB 23-4-1942/4).

Later was hij eerste luitenant-waarnemer-vlieger (Flying Officer) bij de Australische R.A.A.F., No. 18 (Netherlands East Indies) Squadron. Op 9 december 1959 kreeg hij het Vliegerkruis.
Winckel overleed op ruim honderdjarige leeftijd aan complicaties, zes weken na een heupbreuk door een val.